# Паренёк с шотландских гор
Танец «Паренёк с шотландских гор» (скотс  — Hielan' Laddie) был придуман шотландскими военными в начале XX века во время Первой мировой войны. В XVIII—XIX веках при формировании в Шотландии горских (хайлендских) полков поднялся обычный для шотландцев вопрос — какие знаки отличия будут у каждой дивизии, какая будет символика, походная мелодия и многое другое. Для походного марша была выбрана мелодия Hielan' Laddie, сочиненная на песню Роберта Бернса — «The Highland Lad and Lowland Lassie». В результате реформ 1881 года все Британские Горские полки обязаны были использовали Hielan' Laddie в качестве походного марша. Большинство шотландских полков использовали Hielan' Laddie вплоть до 2005 года, а в наши дни, лишь некоторые.

## Современное состояние
Танец «Паренёк с шотландских гор» был придуман на фоне общего подъема танцевальной культуры в Шотландии и относится к группе национальных танцев. Танец имеет несколько вариантов исполнения и используется на соревнованиях и мероприятиях, например на «Играх горцев». Для исполнения этого танца надевают традиционную шотландскую одежду, — килт, независимо от пола танцора.
В соревнованиях, используются следующие версии исполнения танца:
- 4 steps — 64 такта + вступление;
- 6 steps — 96 тактов + вступление.

Порядок шагов, а также другие требования исполнения танца публикуются на сайте SOBHD за год до начала соревнований.

## Шаги, используемые в танце
- First step;
- Point & extend;
- Springs from side to side;
- Side travel with balance (heel/toe travel);
- Brush & travel;
- Shuffles;
- Last step (balances and high-cuts).

## Музыкальное сопровождение
Танцоры исполняют танец под традиционную шотландскую волынку. Музыканты используют мелодию «Highland Laddie», которая является 2/4 маршем. Темп игры — 50 тактов в минуту.